# ヒンドコ語
ヒンドコ語（ヒンドコご、ہندکو, हिन्दको）は、インド語派に属する言語である。話者は、パキスタンやインド北部に居住するヒンドコワン（Hindkowans）の人々である。また、アフガニスタンのHindkiの人々も話者である。
ヒンドコ語は、パンジャーブ語のラフンディー方言に属する南ヒンドキー方言[hnd]と位置づけられることもある。（または北ヒンドキー方言[hno]と南ヒンドキー方言[hnd]を合わせて。）